# Saúl Salcedo
Saúl Savín Salcedo Zárate (* 29. August 1997 in Capiatá) ist ein paraguayischer Fußballspieler, der seit Februar 2021 beim Club Olimpia unter Vertrag steht. Der Innenverteidiger ist seit September 2019 paraguayischer Nationalspieler.

## Karriere

### Verein
Der in Capiatá geborene Saúl Salcedo stammt aus der Jugendabteilung des Club Olimpia, wo er während Saison 2014 in die erste Mannschaft befördert wurde. Sein professionelles Debüt in der höchsten paraguayischen Spielklasse bestritt der Innenverteidiger am 13. Oktober 2014 bei der 1:2-Auswärtsniederlage gegen den 12 de Octubre FC. In diesem Spieljahr 2014 bestritt er drei Ligaspiele. In der nächsten Saison 2015 pendelte Salcedo zwischen Startformation und Reserve. Er beendete die Spielzeit mit 21 Ligaeinsätzen und gewann mit dem Club Olimpia die Clausura.
Am 3. Spieltag der folgenden Apertura 2016 erzielte Saúl Salcedo beim 2:2-Unentschieden gegen den Club Nacional seine ersten beiden Tore in der paraguayischen Liga. In diesem Spieljahr absolvierte er 18 Ligaspiele, in denen er fünf Mal traf.
Am 17. Juli 2017 wechselte er auf Leihbasis für die gesamte Saison 2017/18 zum argentinischen Erstligisten CA Huracán, der sich eine optionale Kaufoption für den Spieler sicherte. Am 27. August 2017 (1. Spieltag) bestritt er bei der 1:3-Auswärtsniederlage gegen den CA Independiente sein erstes Spiel für seinen neuen Verein. Er etablierte sich rasch als wichtiger Stammspieler und verpasste nur aufgrund einer Verletzung im März 2018 fünf der 27 Ligaspiele.
Im Juli 2018 wurde die permanente Verpflichtung Salcedos seitens des CA Huracán bekanntgegeben, der für 80 Prozent der Transferrechte des Innenverteidigers 2,4 Millionen US-Dollar an den Club Olimpia bezahlte. Auch in der Spielzeit 2018/19 war er fester Bestandteil der Startelf von Cheftrainer Gustavo Alfaro und dessen Nachfolgern Antonio Mohamed und Néstor Apuzzo. Am 15. Mai 2019 erzielte er beim 2:0-Heimsieg gegen Unión de Sunchales in der ersten Runde der Copa Argentina sein erstes Tor für den CA Huracán. Er kam in dieser Saison in 32 Pflichtspielen zum Einsatz, in denen er zwei Tore erzielte. Auch in der folgenden Spielzeit 2019/20 behielt er seinen Stammplatz bei und stand in 19 Ligaspielen auf dem Platz, in denen er ohne Torbeteiligung blieb.
Am 1. Februar 2021 vollzog Salcedo die Rückkehr zum Club Olimpia, wo er einen Vierjahresvertrag unterzeichnete.

### Nationalmannschaft
Saúl Salcedo nahm mit der paraguayischen U20-Nationalmannschaft an der U20-Südamerikameisterschaft 2015 in Uruguay teil. Beim Turnier bestritt er sieben Spiele und klassierte sich mit der Auswahl auf dem sechsten Platz. Zwei Jahre später absolvierte er bei der U20-Südamerikameisterschaft 2017 zwei Spiele und schied mit den Albirrojos bereits in der Gruppenphase aus.
Im Frühjahr 2020 war er für die U23 in der Qualifikation für die Olympischen Spiele 2020 im Einsatz. Er erzielte in vier Spielen einen Treffer.
Am 10. September 2019 debütierte Saúl Salcedo beim 4:2-Testspielsieg gegen Jordanien in der A-Nationalmannschaft.

## Erfolge
Club Olimpia
- Paraguayischer Meister: Clausura 2015